# Síntesis de Strecker
La primera síntesis conocida de un aminoácido se realizó en 1850 en el laboratorio de Adolph Strecker en Tubingen, Alemania. Strecker añadió acetaldehído a una solución acuosa de amoníaco y ácido cianhídrico. El producto que se obtuvo fue α-amino propionitrilo, que Strecker hidrolizó a alanina racémica. La síntesis de Strecker es una serie de reacciones químicas que permiten la síntesis de un α-aminoácido partiendo de un aldehído o una cetona.
El compuesto carbonílico condensa con cloruro de amonio a una imina, que en presencia de cianuro sufre la adición de este para formar un α-aminonitrilo, el cual es seguidamente hidrolizado para conseguir el aminoácido deseado.
Mediante la síntesis de Strecker se puede obtener una gran variedad de aminoácidos a partir de aldehídos apropiados. Primero, el aldehído reacciona con amoniaco para formar una imina. La imina es un análogo nitrogenado del grupo carbonilo y es electrofílica cuando se protona. El ataque del ion cianuro a la imina protonada da lugar a α-aminonitrilo. El mecanismo es similar al de la formación de una cianohidrina, excepto en que la síntesis de Strecker el ion cianuro ataca a la imina en lugar de al aldehído.
En un paso separado, la hidrólisis del α-aminonitrilo da lugar a un α-aminoácido.
La síntesis de Strecker clásica conduce a α-aminoácidos racémicos; no obstante, en la actualidad existen métodos enantioselectivos.

## Mecanismo
La reacción transcurre a través de la adición nucleófila de amoniaco al aldehído, por regla general, se obtiene la imina. Estas especies también son electrófilas, por lo que adicionan el cianuro, que produce un α-aminonitrilo, que puede ser hidrolizado en condiciones ácidas a α-aminoácido: